# Timandra piperata
Timandra piperata là một loài bướm đêm trong họ Geometridae.